# Склерофітні чагарники Араї та Парії

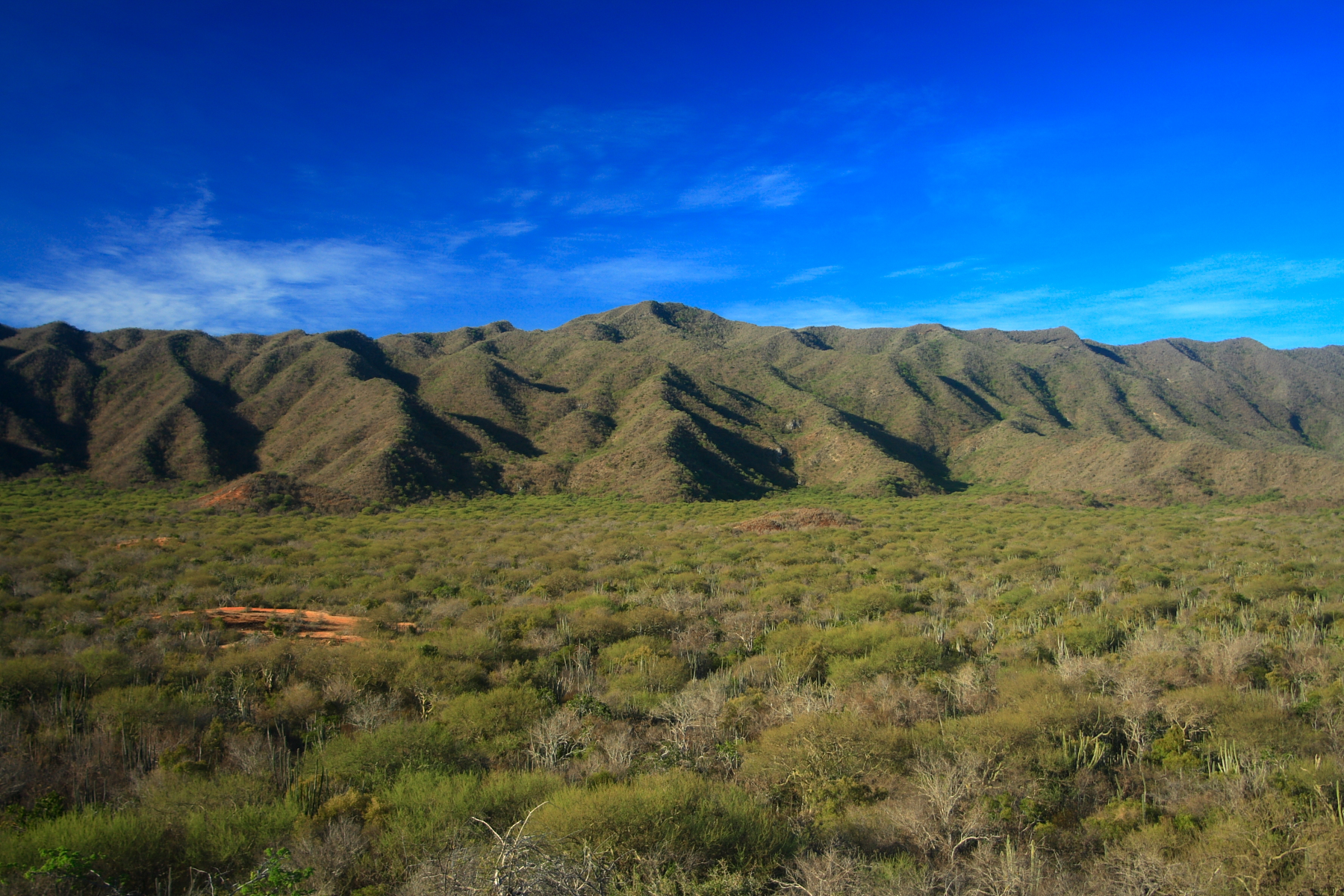
Ландшафт півострова Арая

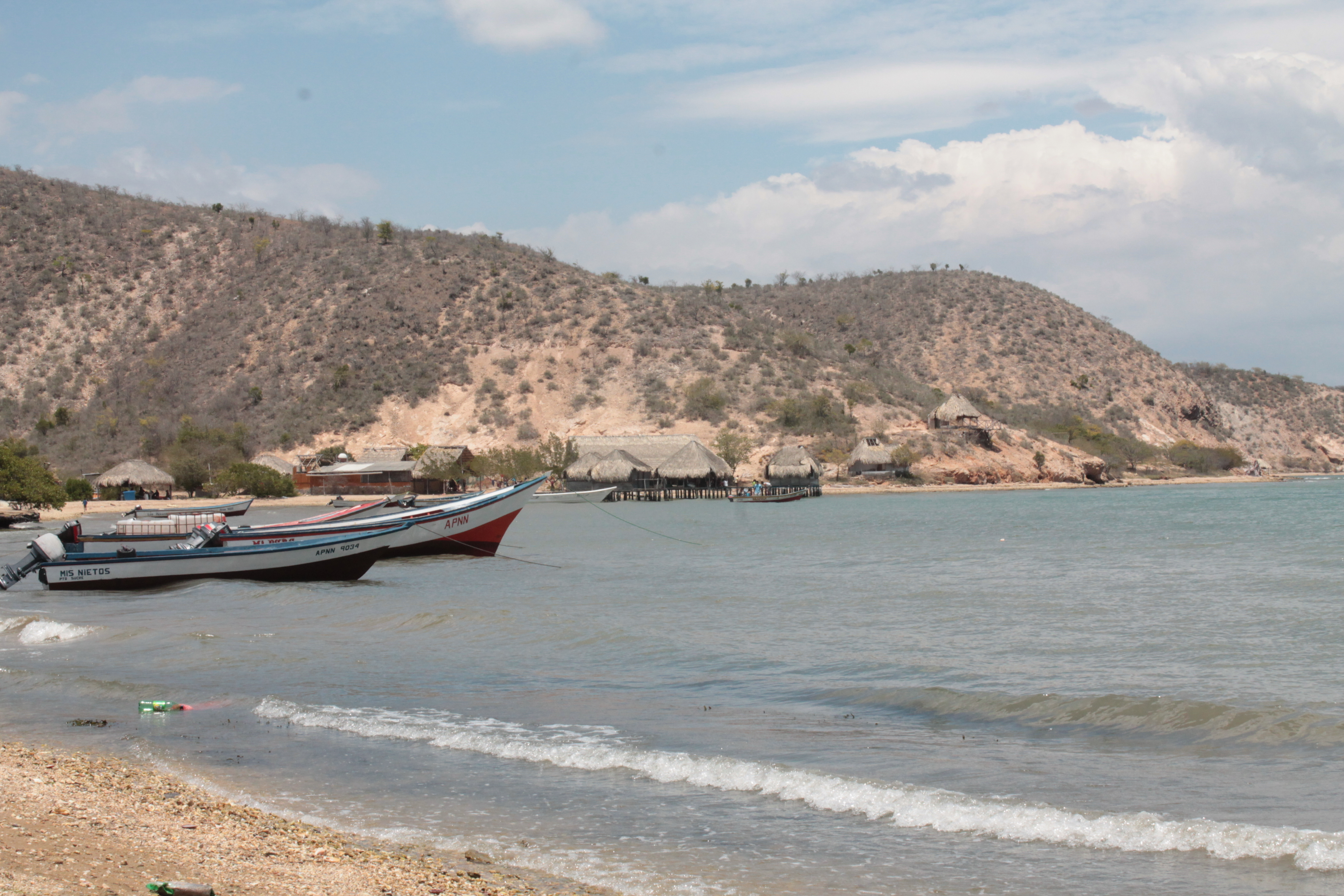
Узбережжя Араї

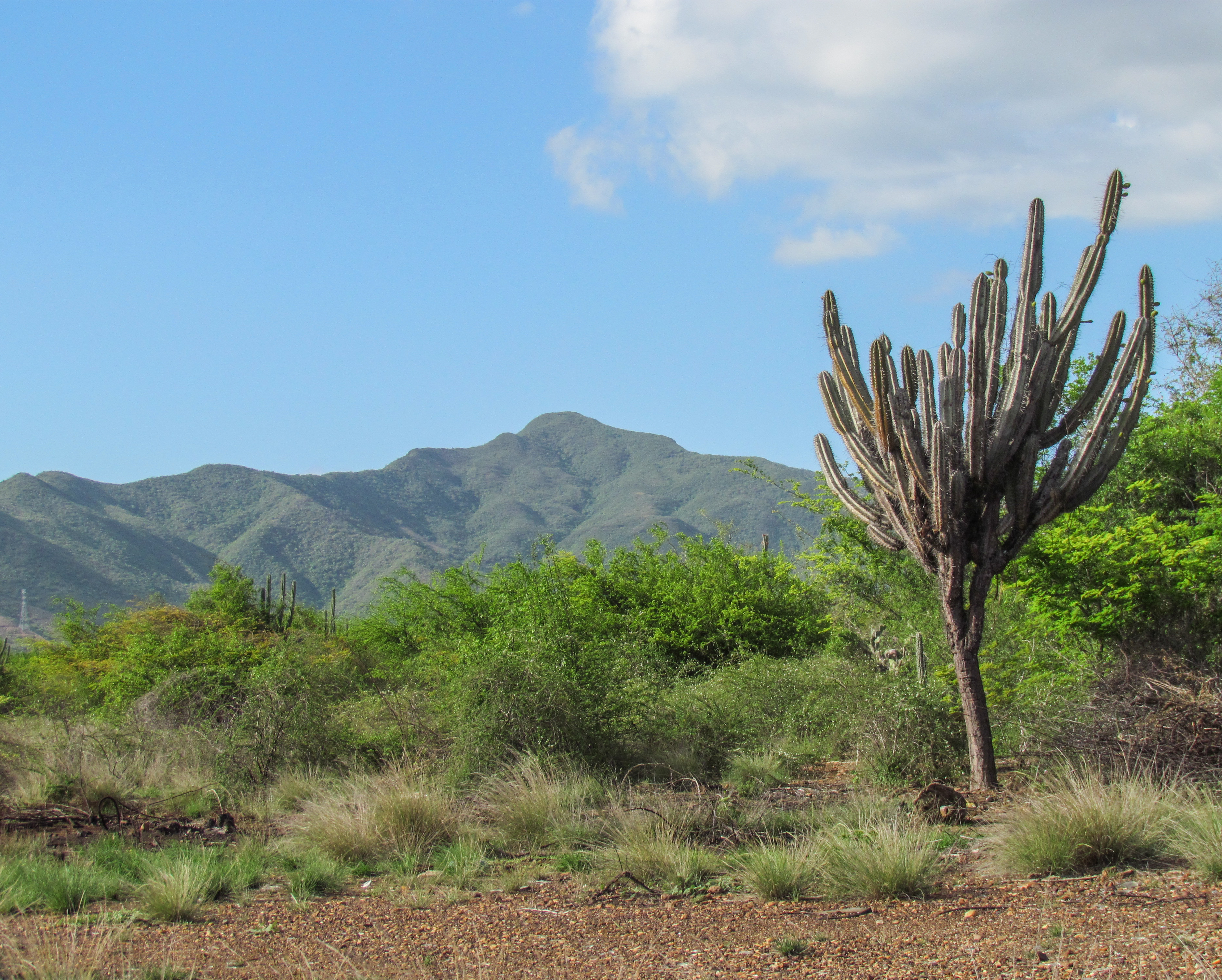
Ландшафт острова Маргарита

Склерофітні чагарники Араї та Парії (ідентифікатор WWF: NT1301) — неотропічний екорегіон пустель і склерофітних чагарників, розташований на півночі Венесуели.

## Географія
Екорегіон склерофітних чагарників Араї та Парії охоплює півострови Арая та Парія, розташовані на півночі Венесуели, на території штату Сукре. Півострів Парія простягається на схід; з півночі він омивається водами Карибського моря, а з півдня — водами затоки Парія. На схід від півострова лежить протока Бокас-дель-Драгон, яка відділяє його від острова Тринідад. Півострів Арая простягається на захід, відділяючи на півдні затоку Каріако. Екорегіон також включає смугу уздовж південного узбережжя цієї затоки, яка простягається на схід від міста Кумана.
Крім того, екорегіон включає острови Маргарита, Кубагуа та Коче, які розташовані в Карибському морі на північ від Араї та складають окремий штат Нуева-Еспарта. Найбільшим з них є острів Маргарита, він лежить за 38 км на північ від півострова Арая та має площу 934 км². Острів складається з двох частин, поєднаних перешийком.
Над більшою східною частиною острова підіймається гірський масив, порізаний долинами. Тут розташовані найвищі вершини острова — гора Серро-Сан-Хуан заввишки 957 м та гора Серро-Копей заввишки 890 м. На західній частині острова, відомій як півострів Маканао, також є ряд гір, які простягаються із заходу на схід. Їхньою найвищою вершиною є Серро-Маканао заввишки 750 м. Між західною та східною частинами Маргарити лежить прибережна низовина, яка характеризується піщаними пляжами, дюнами та солончаками.
Скелясте північне узбережжя Араї та Парії простягається на 270 км із заходу на схід, утворюючи єдину лінію. На заході берегова лінія обривається поблизу мису Морро-де-Чакопата, який раніше був окремим островом, а наразі поєднаний з півостровом Арая. Західна частина півострова Арая характеризується довгою піщаною рівниною, яка часто затоплюється морською водою, утворюючи велику солончакову систему Саліна-де-Арая. Через внутрішню частину Араї простягається низка невисоких пагорбів, висота яких зростає із заходу на схід. На сході ці гори відділені низинами від гір півострова Парія. На півдні півострови поєднуються з материком перешийком Каріако-Ягуарапаро. Гори Араї та Парії є частиною Венесуельського Прибережного хребта або Кордильєри-де-ла-Кости. Їх основу складають третинні сланці та гнейси, серед яких подекуди трапляються граніти. Ґрунти регіону представлені ентісолями та ультісолями. 
На південь від екорегіону поширені склерофітні чагарники Ла-Кости, а на південний схід — заболочені ліси дельти Ориноко. Гори півострова Парія, вкриті тропічними лісами, є частиною окремого екорегіону гірських лісів Кордильєри-де-ла-Кости. На узбережжі Карибського моря зустрічаються ділянки мангрових лісів, які є частиною екорегіону венесуельських мангрів.

## Клімат
На материковій частині екорегіону переважає саванний клімат (Aw за класифікацією кліматів Кеппена), а на островах та у низинній частині Араї — напівпустельний клімат (BSh за класифікацією Кеппена). Середня температура в регіоні становить 26-27 °C, однак у посушливих частинах Араї та острова Маргарита вони можуть бути вищими, а в горах Араї та у вологих навколишніх долинах — нижчими. Кількість опадів значно різниться в межах регіону. У прибережних районах між Карупано та Куманою спостерігаються два сезони дощів: один триває з червня по серпень, а другий — наприкінці року. Середньорічна кількість опадів тут становить від 375 до 900 мм, зменшуючись із сходу на захід. На острові Маргарита також спостерігаються два сезони опадів, однак їхня кількість коливається від 250 мм у низинах до 1000 мм на горі Серро-Копей. Півострів Арая дуже посушливий: середньорічна кількість опадів тут становить лише 200-300 мм, однак їх розподіл дуже нерівномірний. Як правило, опади на Араї випадають наприкінці року. На півострові Парія середньорічна кількість опадів коливається від 900 до 2000 мм, однак у прибережних районах опадів випадає менше.

## Флора
В межах екорегіону зустрічаються різні рослинні угруповання, зокрема галофітні та псамофітні прибережні луки та колючі склерофітні чагарники. В горах півострова Парія та острова Маргарита зустрічаються ліси.
У прибережних западинах, які регулярно затоплюються солоною водою, зустрічаються ділянки розріджених галофітних луків. На них ростуть невисокі трав'янисті рослини, такі як гребеняста лутига (Atriplex cristata), приморський батіс (Batis maritima), різноколосник Ріттера (Heterostachys ritteriana), кущовий солонець (Salicornia fruticosa) та прибережний портулак (Sesuvium portulacastrum). Серед піщаних дюн зустрічаються ділянки низькотравних псамофітних луків, які можуть бути як густими, так і відносно розрідженими. Серед видів, що зустрічаються на псамофітних луках, слід відзначити прибережну морську гірчицю (Cakile lanceolata), плосколистий смикавець (Cyperus planifolius), прибережний пляжний молочай (Euphorbia mesembryanthemifolia), прибережні кручені паничі (Ipomoea pes-caprae), рожевий портулак (Portulaca pilosa), сцеволу Плюм'є (Scaevola plumieri) та приморський спороболус (Sporobolus virginicus).
Прибережні сухі чагарники зустрічаються у кам'янистих та піщаних місцевостях на висоті від 50 до 100 м над рівнем моря, вище смуги прибережних пляжів та луків. Їх основу складають колючі чагарники та колоноподібні кактуси, які виростають від 0,5 до 5 м заввишки, утворюючи дуже густі або відносно відкриті зарості. Зазвичай у чагарникових заростях переважають куманські буррерії (Bourreria cumanensis), карибські циліндроопунції (Cylindropuntia caribaea), мексиканські органні кактуси (Stenocereus griseus) та різні види мескітових дерев (Prosopis spp.) і паркінсоній (Parkinsonia spp.). У гірських районах та передгір'ях на півострові Парія та на материку зустрічаються невисокі сухі тропічні ліси, дерева у яких скидають листя під час тривалого сухого сезону. Вони зазвичай мають середню густоту та добре розвинений підлісок. У лісах, поширених у передгір'ях гірського масиву Серранія-де-Турімікуїре, переважають колючі баугінії (Bauhinia aculeata), куманські буррерії (Bourreria cumanensis), гумбо-лімбо (Bursera simaruba), дерева гуамачо (Leuenbergeria guamacho) та чорні кібрахача (Handroanthus billbergii), а у лісах, поширених в горах Парії, — списоголові морісорії (Morisonia hastata), колючі жакінії (Jacquinia armillaris), монтевердії Зібера (Monteverdia sieberiana) та мінлива хурма (Diospyros inconstans).
Лісова рослинність гірських масивів острова Маргарита дуже подібна до флори гірських лісів Кордильєри-де-ла-Кости. В лісах, поширених на висоті від 200 до 500-600 м над рівнем моря, переважають арараканги Варгаса (Aspidosperma vargasii), гумбо-лімбо (Bursera simaruba), рожеві клузії (Clusia rosea), увінчані кокколоби (Coccoloba coronata), велетенські кротони (Croton megalodendron), робінієлисті махейруми (Machaerium robiniifolium), монтевердії Карштайна (Monteverdia karstenii), нерівнолисті нееї (Neea anisophylla), чорні кібрахача (Handroanthus billbergii) та американські ксіменії (Ximenia americana), які виростають до 10-25 м заввишки. На висоті від 500 до 750-800 м над рівнем моря в горах острова переважають гірські тропічні ліси, які виростають до 10-20 м заввишки та характеризуються густим підліском, великою кількістю пальм та епіфітів. Серед видів, поширених у цих лісах, слід відзначити щетинястий бактріс (Bactris setulosa), гірську капустяну пальму (Euterpe precatoria), деревоподібний дендропанакс (Dendropanax arboreus), великоцвіту інгу (Inga macrantha), шляхетну маргарітарію (Margaritaria nobilis), запашний мірціант (Myrcianthes fragrans), ланцетне дерево (Damburneya coriacea) та золотоцвіту арагуанею (Handroanthus chrysanthus). У високогір'ях острова, на висоті понад 750 м над рівнем моря, зустрічаються гірські вічнозелені чагарники заввишки від 1 до 3 м. Їх основу складають гірські блакеї (Blakea monticola), зарубчасті міконії (Miconia crenata), прямоцвіті гломеропіткарнії (Glomeropitcairnia erectiflora), блискучі кавендішії (Cavendishia nitida) та гвіанські мірсини (Myrsine guianensis). Серед ендемічних видів, поширених у гірських лісах Маргарити, слід відзначити червонуватий дітаксіс (Ditaxis erubescens), гірську блакею (Blakea monticola), маргаритський клеродендрум (Clerodendrum margaritense), маргаритський кротон (Croton margaritensis), великоцвіту інгу (Inga macrantha) та міканію Джонстона (Mikania johnstonii).

## Фауна
За винятком гірських лісів Араї та Маргарити, фауна гірських лісів є подібною до фауни інших чагарникових екорегіонів, поширених на посушливому узбережжі Венесуели. Вона не вирізняється ні високим видовим різноманіттям, ні високим рівнем ендемізму. Тим не менш, цей екорегіон вважається дуже важливим з точки зору охорони природи, оскільки він є притулком для низки рідкісних видів тварин.
Серед великих ссавців, поширених в екорегіоні, слід відзначити південноамериканського тапіра (Tapirus terrestris), американську мазаму (Mazama americana), амазонійську мазаму (Mazama nemorivaga), ошийникового пекарі (Dicotyles tajacu), ведмежого ревуна (Alouatta arctoidea), а також пуму (Puma concolor) та ягуара (Panthera onca), найбільших хижаків Венесуели. Серед менших ссавців, що зустрічаються в регіоні, слід відзначити оцелота (Leopardus pardalis), ягуарунді (Herpailurus yagouaroundi), майконга-крабоїда (Cerdocyon thous), низинну паку (Cuniculus paca), бразильського агуті (Dasyprocta leporina), рудохвосту вивірку (Sciurus granatensis), бразильського коенду (Coendou prehensilis), південного опосума (Didelphis marsupialis), дев'ятипоясного броненосця (Dasypus novemcinctus) та американського тамандуа (Tamandua tetradactyla). На острові Маргарита мешкають ендемічні маргаритські білохвості олені (Odocoileus virginianus margaritae), маргаритські капуцини (Sapajus apella margaritae) та маргаритські кролики (Sylvilagus floridanus margaritae), а також майже ендемічні плямисті колючі щетинці (Pattonomys semivillosus).
Серед поширених в екорегіоні птахів слід відзначити червононогого татаупу (Crypturellus erythropus), рудогузу чачалаку (Ortalis ruficauda), бразильську горличку-інку (Columbina squammata), колібрі-рубіна (Chrysolampis mosquitus), великодзьобого канюка (Rupornis magnirostris), аргентинську каракару (Caracara plancus), малу гілу (Melanerpes rubricapillus), рудоволого аратингу (Eupsittula pertinax), гвіанського папугу-горобця (Forpus passerinus), північного сорокуша-малюка (Sakesphorus canadensis), строкатокрилу рестингу (Formicivora intermedia), блідого пію (Synallaxis albescens), гострохвостого манакіна-червононога (Chiroxiphia lanceolata), тропічного тирана (Tyrannus melancholicus), північного тиранчика-короткодзьоба (Sublegatus arenarum), південного тиранчика-довгодзьоба (Camptostoma obsoletum), білочеревого тітіріджі (Hemitriccus margaritaceiventer), золотолобого віреончика (Pachysylvia aurantiifrons), чагарникового віреончика (Hylophilus flavipes), білобрового різжака (Campylorhynchus griseus), тринідадську гутураму (Euphonia trinitatis), венесуельського трупіала (Icterus icterus), цитринового трупіала (Icterus nigrogularis), венесуельську саяку (Thraupis glaucocolpa), сірого червоночубика (Coryphospingus pileatus), чорноволого потроста (Melanospiza bicolor), рудобокого зернолуска (Saltator orenocensis), оливкового зернолуска (Saltator olivascens), блакитного цукриста (Dacnis cayana) та церебу (Coereba flaveola). 
Великий комплекс лагун навколо Кумани, солончаки на узбережжі затоки Каріако та лагуни на узбережжі Араї є притулком для багатьох водоплавних та коловодних птахів. У лагуні Чакопата, розташованій на півночі Араї, зустрічається найбільша колонія бурих пеліканів (Pelecanus occidentalis) у Венесуелі, а також часто можна побачити червоних фламінго (Phoenicopterus ruber). Ендеміками острова Маргарита є низка підвидів деяких видів птахів, зокрема синьолобого аратинги (Thectocercus acuticaudatus neoxenus), рудого сичика-горобця (Glaucidium brasilianum margaritae), неотропічної сплюшки (Megascops choliba margaritae), тобазької амазилії-берила (Saucerottia tobaci aliciae), світлодзьобого кокоа (Dendroplex picus longirostris) та карибського гракла (Quiscalus lugubris insularis). Майже ендемічними представниками екорегіону є білокрилі голуби (Patagioenas corensis), вохристі колібрі (Leucippus fallax), жовтоплечі амазони (Amazona barbadensis), каракаські котори (Pyrrhura emma) та південні кардинали (Cardinalis phoeniceus).
На піщаних пляжах, розташованих на східному узбережжі Маргарити, відкладають яйця рідкісні довгоголові морські черепахи (Caretta caretta) та зелені черепахи (Chelonia mydas). Північне узбережжя півострова Парія є основним місцем у Венесуелі, де відкладають яйця шкірясті черепахи (Dermochelys coriacea).

## Збереження
Оцінка 2017 року показала, що 551 км², або 11 % екорегіону, є заповідними територіями. Природоохоронні території включають: Національний парк Мочіма, Національний парк Серро-Ель-Копей, Національну пам'ятку Лагуну-де-Лас-Марітес та Національну пам'ятку Лас-Тетас-де-Марія-Гевара.